# Abanga-Bigné
 (février 2018).
Si vous disposez d'ouvrages ou d'articles de référence ou si vous connaissez des sites web de qualité traitant du thème abordé ici, merci de compléter l'article en donnant les références utiles à sa vérifiabilité et en les liant à la section « Notes et références ».
L’Abanga-Bigné est un des deux départements de la province du Moyen-Ogooué au Gabon. Sa préfecture est Ndjolé.
Le département est traversé par le fleuve Ogooué ainsi que deux de ses affluents l’Abanga et l’Okano
Sa population est estimée à 14 941 habitants dans le recensement de 2013 et la densité à 2 hab/km2.
Le département est relié au réseau routier national par les nationales 1, 2 et 3. 
Le Transgabonais assure aussi la desserte du département. 

## Découpage du département
Le département de l'Abanga-Bigné est composé de 4 cantons : Samekita, Ebel-Alembé, Ebel-Megueng, Bifoun-wéliga.

## Ethnies du département
Dans le département de l'Abanga-Bigné, vous trouverez majoritairement l'ethnie Fang et l'ethnie Akélé. 

## La Gare d'Abanga
La gare d'Abanga est située au PK 148 du tracé ferroviaire reliant Owendo à Franceville. 

## Environnement
En 2010, le département de l'Abanga-Bigné possédait 899 kha de forêt naturelle, s'étendant sur 98% de sa superficie. En 2023, il a perdu 965 ha de forêt naturelle, ce qui équivaut à 597 kt d'émissions de CO₂.